# Chrześcijański Instytut Badawczy
Chrześcijański Instytut Badawczy (ang.: Christian Research Institute) – organizacja ewangelikalna założona w 1960 przez Waltera Martina (1928–1989), działająca na rzecz apologetyki w dziedzinie kultów i nowych ruchów religijnych.
Po śmierci założyciela na czele organizacji stanął Hendrik „Hank” Hanegraaff (ur. 1950). Jej obecna siedziba mieści się w Charlotte.
Instytut wydaje kwartalnik Christian Research Journal i realizuje codzienny program radiowy Bible Answer Man, nadawany w Stanach Zjednoczonych i Kanadzie, a także za pośrednictwem Internetu.